# Трофимов, Михаил Семёнович
Михаи́л Семёнович Трофи́мов — российский предприниматель, костромской купец-старовер, кинопромышленник, основавший в 1915 году московское киноателье «Русь».
Михаил Трофимов сколотил состояние на строительных подрядах, однако увлечение театром и кинематографом сделало его известным прежде всего как одного из организаторов кинопроизводства в дореволюционной России.
В 1915 году он основал в Москве на паях с инженером Моисеем Алейниковым Торговый дом «Русь» и занялся производством русских кинофильмов.
В 1916 году для киностудии был построены съёмочные павильоны на Бутырской улице и Верхней Масловке. На открытии первого из них Трофимов заявил: «Я не для прибылей затеял это дело. Считаю кощунством наживаться на искусстве! На жизнь зарабатываю подрядами, кинематограф полюбил крепко и хочу, чтобы русская картина превзошла заграничную, как русская литература и русский театр…».
Согласно принципам, провозглашенным основателем, компания делала основной упор на экранизации русской классики, а для участия в фильмах приглашались актёры московских театров. В ставшем классикой отечественного кино фильме «Поликушка» свою первую роль в кино сыграл Иван Москвин. Со студией работали режиссёры Николай Маликов, Александр Чаргонин, Владислав Старевич, Юрий Желябужский, Александр Санин и многие другие.
В 1918—1920 годах Трофимов перенёс производство фильмов в филиалы компании в Одессу и Ялту. После падения правительства барона Врангеля в Крыму Михаил Трофимов эмигрировал, однако в 1924 году вернулся в СССР и стал одним из руководителей созданной на базе его киноателье кооперативной компании «Межрабпом-Русь».
Однако его работа в кино в советское время продолжалось недолго. Трофимов вынужденно оставил кинематограф и снова занялся строительством.
По одним сведениям, он был лишен гражданских прав в конце 1920-х годов и сослан. По другим — перед началом Великой Отечественной войны участвовал в сооружении аэродрома под Ленинградом.